# Stian Rode Gregersen
Stian Rode Gregersen (Kristiansund, 17 de julio de 1995) es un futbolista noruego que juega en la demarcación de defensa para el Atlanta United de la Major League Soccer.

## Selección nacional
Tras jugar con la selección de fútbol sub-18 de Noruega, finalmente hizo su debut con la selección absoluta el 27 de marzo de 2021 en un partido de clasificación para la Copa Mundial de Fútbol de 2022 contra Turquía que finalizó con un resultado de 0-3 a favor del combinado turco tras el gol de Çağlar Söyüncü y el doblete de Ozan Tufan para Turquía.

## Clubes
| Club                       | País           | Año       | Partidos | Goles |
| -------------------------- | -------------- | --------- | -------- | ----- |
| Molde FK                   | Noruega        | 2012      | 0        | 0     |
| Kristiansund BK (cedido)   | Noruega        | 2012      | 7        | 1     |
| Molde FK                   | Noruega        | 2012-2015 | 0        | 0     |
| Kristiansund BK (cedido)   | Noruega        | 2015      | 28       | 1     |
| Molde FK                   | Noruega        | 2015-2019 | 56       | 1     |
| IF Elfsborg (cedido)       | Suecia         | 2019      | 26       | 1     |
| Molde FK                   | Noruega        | 2019-2021 | 42       | 3     |
| F. C. Girondins de Burdeos | Francia        | 2021-2024 | 75       | 2     |
| Atlanta United             | Estados Unidos | 2024-     | 32       | 3     |

## Palmarés

### Campeonatos nacionales
| Título          | Club     | País    | Año  |
| --------------- | -------- | ------- | ---- |
| Copa de Noruega | Molde FK | Noruega | 2013 |
| Tippeligaen     | Molde FK | Noruega | 2014 |
| Copa de Noruega | Molde FK | Noruega | 2014 |